# Híperon
Na física de partículas, um híperon (português brasileiro) ou hiperão (português europeu) é um bárion constituído por um strange quark, no entanto sem conter charm quarks ou bottom quarks.
Um barião é composto de três quarks. O tipo menos massivo é formado apenas por quarks do primeiro sabor, e tem spin 1/2. Os hiperões são bariões mais pesados, tem spin 1/2 ou outros valores não inteiros. Por exemplo, a partícula Σ- = (d, d, s) contém um quark s, e tem estranheza S = -1.
Teoricamente, é dito existirem híperons nos centros de estrelas de nêutrons, ou seja é uma partícula extremamente densa.
Híperons podem ser formados em condições terrestres em laboratórios, no entanto, quando formados se decompõem em menos de um bilionésimo de segundo.